# ソンチーノ
ソンチーノ（伊: Soncino）は、イタリア共和国ロンバルディア州クレモナ県にある、人口約7,500人の基礎自治体（コムーネ）。

## 地理

### 位置・広がり

#### 隣接コムーネ
隣接するコムーネは以下の通り。括弧内のBGはベルガモ県、BSはブレシア県所属を示す。
- カザレット・ディ・ソプラ
- クミニャーノ・スル・ナヴィーリオ
- フォンタネッラ (BG)
- ジェニヴォルタ
- オルツィヌオーヴィ (BS)
- ロッカフランカ (BS)
- ティチェンゴ
- トッレ・パッラヴィチーナ (BG)
- ヴィッラキアーラ (BS)

### 気候分類・地震分類
気候分類では、zona E, 2403 GGに分類される。
また、イタリアの地震リスク階級 (it) では、zona 3 (sismicità bassa) に分類される。

## 行政

### 分離集落
ソンチーノには、以下の分離集落（フラツィオーネ）がある。
- Gallignano, Isengo, Villacampagna

## 文化・観光
「イタリアの最も美しい村」クラブ加盟コムーネである。